# Contea di Chaffee
La contea di Chaffee (in inglese Chaffee County) è una contea dello Stato del Colorado negli Stati Uniti. La popolazione al censimento del 2000 era di 16 242 abitanti. Il capoluogo di contea è Salida.

## Geografia
La contea si trova al centro dello Stato, a est delle Montagne Rocciose. A ovest il confine è formato dalla catena Sawatch (che comprende lo Spartiacque continentale), mentre il confine orientale segue la catena montuosa Mosquito. Il fiume Arkansas scorre verso sud-est.

### Contee confinanti
- Contea di Lake - nord
- Contea di Park - nord-est
- Contea di Fremont - sud-est
- Contea di Saguache - sud
- Contea di Gunnison - ovest
- Contea di Pitkin - nord-ovest

## Storia
A partire circa dal XV secolo fino ad arrivare al XIX secolo, l'area era abitata dai nativi Ute, che occupavano principalmente la valle del fiume Arkansas. La contea fu istituita nel 1879 e fu chiamata così in onore del primo senatore del Colorado, Jerome Chaffee. Oggi la principale industria è quella del turismo.

## Comuni
- Buena Vista - town
- Poncha Springs - town
- Salida (capoluogo) - city

St. Elmo è una delle città fantasma che si trova nella contea.